# Rūta Miliūtė

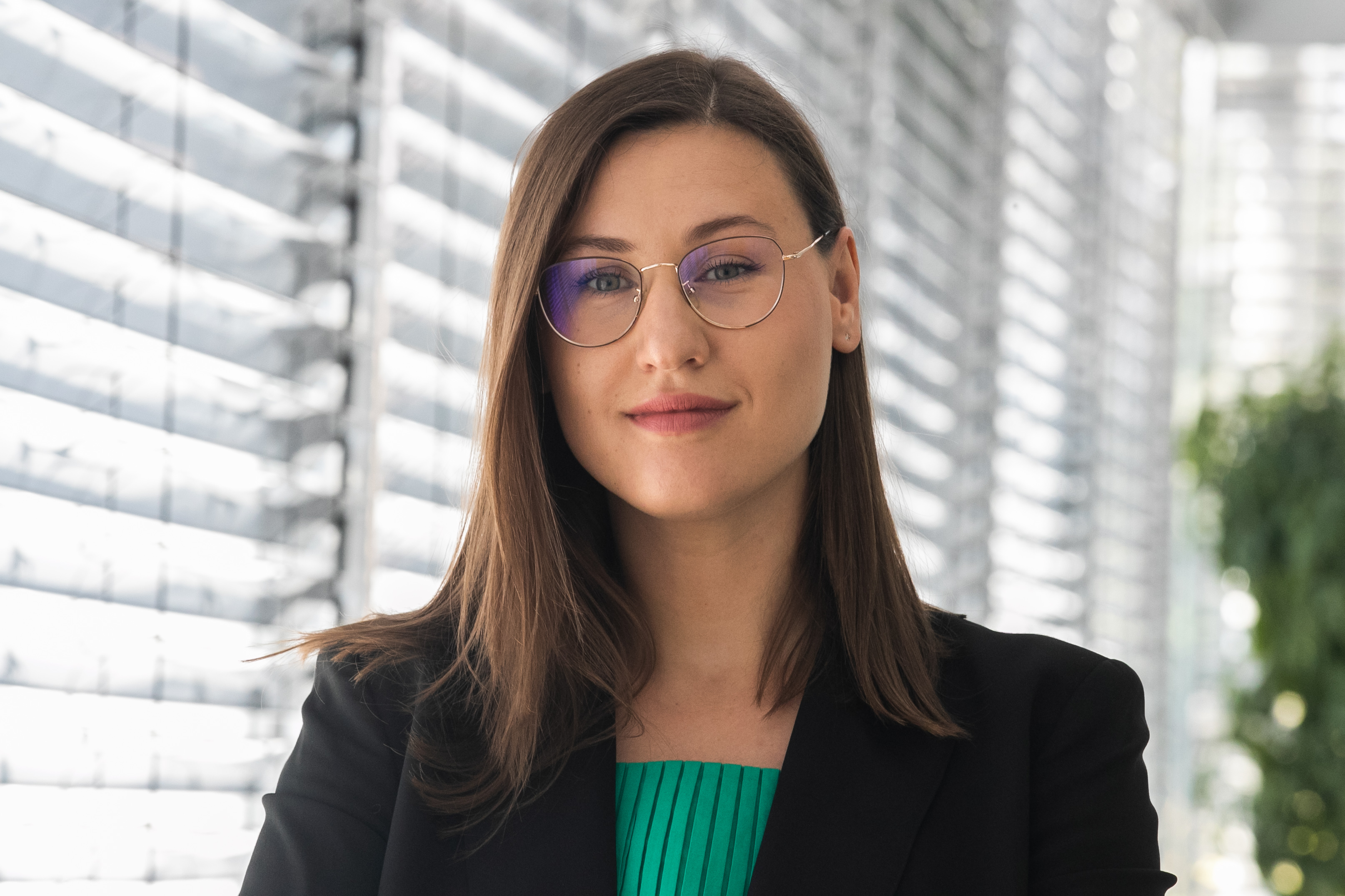
Rūta Miliūtė, 2023

Rūta Miliūtė (* 27. November 1990 in Kaunas) ist eine litauische Politikerin.

## Leben
Nach dem Abitur 2009 am  „Santaros“-Gymnasium Kaunas absolvierte  Rūta Miliūtė 2014 das Bachelorstudium der Politikwissenschaften am Institut für internationale Beziehungen der Universität Vilnius und von 2014 bis  2016 das Masterstudium der öffentlichen Politik an der Fakultät für Sozialwissenschaften, Geisteswissenschaften und Kunst der Kauno technologijos universitetas in Kaunas. Vom Januar bis Juli 2012 studierte Miliūtė im Rahmen des Erasmus-Austauschprogramms an der Marmara-Universität in der Türkei. Im September 2012 absolvierte sie ein Praktikum beim Newsdienst von Lietuvos radijas ir televizija.
2012 bildete sie sich weiter am Institut von Ludwig von Mises in Brüssel, Belgien weiter.
Von 2014 bis 2015 arbeitete Miliūtė als Marketingspezialistin der Tageszeitung Kauno diena
und vom September bis zum Dezember 2015 als Verkaufsprojektekoordinatorin beim Telekommunikationsunternehmen AB TEO.
Ab 2016 arbeitete sie als Tätigkeitskoordinatorin der Partei Lietuvos valstiečių ir žaliųjų sąjunga.
Am  23. Oktober 2016 wurde sie  als LVŽS-Kandidatin in den Seimas gewählt.
Miliūtė ist ledig und hat keine Kinder.